# 다마스쿠스의 요안니스
다마스쿠스의 요한(아랍어: يوحنا الدمشقي, 그리스어: Ιωάννης ο Δαμασκηνός 이오아니스 오 다마스키노스[*], 라틴어: Iohannes Damascenus, 676년 - 749년)은 초기 시리아에 거주한 기독교의 수사이자 성인이며, 축일은 12월 4일이다. 다마스쿠스에서 태어나 자랐으며, 예루살렘 인근의 성 사바 수도원에서 선종하였다.
요한은 여러 분야에 관심을 가진 박식한 사람이었으며, 특히 법, 신학, 철학, 음악 등의 토대를 세우고 이를 발전시키는 데 지대한 공헌을 하였다. 사제 서품을 받기 전에는 다마스쿠스 칼리파의 수석 행정관으로 일했던 전력이 있으며, 주로 기독교 신앙에 대해 상세히 설명하는 교리서와 찬미가를 작곡하고는 하였다. 요한이 작곡한 찬미가는 오늘날까지 동방 교회의 모든 수도원에서 부르고 있다. 로마 가톨릭교회에서는 요한에게 교회박사라는 칭호를 부여하였다.
이오안네스는 성상파괴논쟁이 막바지에 접어들던 무렵에 확실한 논지를 제공한 학자 중 한명이었다. 성상에 대해 강경하게 옹호했던 그는 자신이 예로부터 이어져 온 교회의 영원한 지혜를 대변한다고 주장했지만, 실상 이는 성상파괴주의적 급진주의만큼이나 새로운 사상이었다. 초기에는 시리아 출신이라는 배경으로 인해 거의 알려지지 않았지만, 동로마 제국이 안정을 회복하기 시작하고 성상파괴주의 운동이 약화되면서 이오안네스의 견해가 수용되었다.

## 생애
요안니스는 680년경 시리아 다마스쿠스에 기독교 가정에서 태어났다. 그의 아버지는 세르기오스 만수르(Σέργιος του Μανσούρ)로 초기 우마이야 칼리프의 고위 재정 관리였다. 요안니스에게는 코스마스라는 입양된 형제가 있었다. 요안니스는 코스마스와 함께 자신의 입양된 형제와 동명인 코스마스 수도사에게 교육받았다. 코스마스는 시칠리아의 수도사로 아랍인들에게 노예로 끌려온 사람이었으며, 요안니스는 그의 밑에서 여러 학문과 신학을 배웠다. 그의 아버지 사후, 세습직인 아버지의 자리를 이어 받아 칼리프의 관리로 봉직하였다. 
717년경, 요안니스는 예루살렘에 있는 성 사바 수도원에서 수도사가 되었으며, 예루살렘 총대주교 요안니스에게 사제품을 받았다.
그 당시인 8세기 초반에는, 성상숭배를 반대하는 성상파괴주의가 동로마 제국의 궁정에 받아들여졌다. 726년과 730년, 동로마 제국에서 황제 레온 3세는 콘스탄티누폴리스 총대주교 게르마노스의 항의에도 불구하고 성상파괴령을 내렸으며, 성상파괴논쟁이 매우 격화되게 된 상태였다. 요안니스는 성상옹호자로서, 그의 3가지 변증 논문으로 열렬히 성상숭배를 변호하였다. 
이후, 요안니스는 성 사바 수도원에서 여생을 신학적 저술활동에 전념하며 보내다가 750년경 선종하였다.